# Гейбо Йосип Іванович
Йосип Іванович Гейбо (1910–1992) — радянський військовий льотчик винищувальної авіації. Учасник боїв на Халхин-Голі, радянсько-фінської та Німецько-радянської воєн. Герой Радянського Союзу (28.04.1945). Генерал-майор авіації (3.08.1953).

## Молоді роки
Йосип Іванович Гейбо народився 25 квітня 1910 року в селі Валуйське Луганського юрту Донського округу Області Війська Донського Російської імперії (нині село Станично-Луганського району Луганської області України) у багатодітній селянській родині Івана Казимировича та Теклі Олександрівни Гейбо. Українець. Текля Олександрівна померла від тифу 1919 року. Щоб прогодувати шістьох дітей, Іван Казимирович улаштувався працювати на залізницю. Турбота про молодших братів і сестер лягла на плечі старшої доньки Броніслави. Незважаючи на часті переїзди, Йосип Гейбо здобув семирічну освіту. У школі він був комсомольським активістом, секретарем комсомольського осередку, тож після закінчення навчального закладу його охоче взяли на роботу технічним секретарем райкому комсомолу у Луганську. Незабаром за комсомольською путівкою він закінчив курси з підготовки сільських вчителів, потім один навчальний рік працював викладачем у сільській школі. 1930 року Йосип Гейбо вступив до Луганського залізничного технікуму. У 1932 році його прийняли до членів ВКП(б). Закінчивши 1933 року технікум, Йосип Гейбо влаштувався працювати помічником машиніста на Донецьку залізницю. Однак попрацювати за фахом йому практично не вдалося.

## Перші роки військової служби
У тому ж 1933 році він за спецнабором ЦК ВКП(б) був направлений до 9-ї військової школи льотчиків і льотчиків-спостерігачів у місто Харків, потім був переведений до Першої військової школи льотчиків імені А. Ф. М'ясникова в селище Кача. У 1934 році, після закінчення школи льотчиків, молодший льотчик Й. І. Гейбо прибув для проходження служби до 35-ї авіаескадрильї 56-ї авіаційної бригади Українського військового округу, розквартированої під Житомиром. У зв'язку з загостренням військово-політичної обстановки Далекому Сході у вересні 1937 року ескадрилью було перекинуто в Читу. На початку 1938 — помічник командира ескадрильї 51-го винищувального авіаційного полку 23-ї авіаційної бригади, з липня того ж року — командир ланки 8-го винищувального авіаційного полку. З березня 1939 — заступник командира ескадрильї 70-го винищувального авіаційного полку ВПС Забайкальського військового округу, а незабаром став командиром 5-ї ескадрильї цього полку.

## Бої на Халхін-Голі
З липня по вересень 1939 командир ескадрильї старший лейтенант Й. І. Гейбо брав участь у боях на річці Халхін-Гол. Воював на літаках І-15 та І-153 «Чайка». За час боїв здійснив 82 бойові вильоти на штурмування та супровід бомбардувальників. У 18-ти повітряних боях збив 2 японських винищувачі особисто та один у групі. За відмінність у боях Йосип Іванович було надано звання капітана і нагороджений орденами Леніна і Червоної Зірки.

## Участь у Радянсько-фінській війні
У вересні 1939 капітана Й. І. Гейбо перевели в 7-й винищувальний авіаційний полк, у складі якого з січня 1940 він взяв участь у Радянсько-фінській війні 1939—1940 років. Полк воював у складі ВПС Північно-Західного фронту та дислокувався на льоду озера Валк-Ярві (нині озеро Мічуринське Ленінградської області) і виконував завдання зі штурмування військ противника та супроводу бомбардувальників. За час Зимової війни капітан Гейбо виконав 72 бойові вильоти, особисто збив 2 фінські літаки.
Після радянсько-фінської війни, у березні 1940 року, Йосип Іванович був направлений до 92-го винищувального авіаційного полку 14-ї змішаної авіаційної дивізії Київського особливого військового округу, що формувався в Умані, на посаду помічника командира полку. У складі полку влітку 1940 року брав участь в операції з введення радянських військ у Бессарабію. До листопада 1940 року полк дислокувався на аеродромі в Бельцях, потім був перекинутий на Західну Україну до містечка Броди.
У січні 1941 року капітан Й. І. Гейбо був призначений заступником командира 46-го винищувального авіаційного полку тієї ж 14-ї змішаної авіаційної дивізії, що базувалася на аеродромі Млинів у районі Дубна.

## Німецько-радянська війна
У боях з німецько-фашистськими військами Йосип Іванович брав участь із ранку 22 червня 1941 року у складі Південно-Західного фронту. Воював на літаках І-16, ЛаГГ-3, Як-1 . На 20 хвилині війни одним із перших (якщо не першим) збив німецький літак, за що згодом був нагороджений другим орденом Червоного Прапора.
На початку серпня 1941 полк був включений до складу 6-го винищувального авіаційного корпусу Московської зони ППО, а в другій половині серпня вже бився на підступах до Ленінграда у складі 8-ї змішаної авіаційної дивізії 11-ї армії Північно-Західного фронту. 19 серпня 1941 року в районі Пулково Йосип Іванович був тяжко поранений і до грудня 1941 перебував у шпиталі.
Після одужання йому надали звання майора і в лютому 1942 року призначили командиром 20-го винищувального авіаційного полку у складі ВПС 50-ї армії Західного фронту. У травні 1942 року полк увійшов до складу 201-ї винищувальної авіаційної дивізії 1-ї повітряної армії Західного фронту. У його складі Йосип Іванович захищав небо Підмосков'я, був підвищений у званні до підполковника. Влітку 1942 року дивізія брала участь у першій Ржевсько-Сичовській операції .
У листопаді 1942 року був призначений заступником командира 263-ї винищувальної авіаційної дивізії 3-ї повітряної армії Західного фронту.
18 лютого 1943 року підполковник Й. І. Гейбо став командиром 309-ї винищувальної авіаційної дивізії у складі Західного фронту, а 28 червня 1943 року йому надано чергове військове звання полковник. У липні 1943 року молодого командира направили на навчання. У січні 1944 року він закінчив курси удосконалення командирів авіадивізій при Військовій академії командного та штурманського складу ВПС РСЧА.
2 лютого 1944 року Йосипа Івановича призначили командиром 6-ї гвардійської винищувальної авіаційної дивізії 8-ї повітряної армії 4-го Українського фронту, якою він успішно командував до кінця війни. Під його командуванням дивізія брала участь у Нікопольсько-Криворізькій операції та Кримській операції. За успішні дії дивізії під час визволення Криму Йосипа Гейбо було нагороджено орденом Кутузова 2 ступеня. У липні — серпні 1944 року дивізія Гейбо брала участь у Львівсько-Сандомирській та Ясько-Кишинівській операціях. Потім дивізія була виведена до резерву Ставки Верховного Головнокомандувача і після доукомплектування в середині вересня 1944 року увійшла до складу 5-ї повітряної армії 2-го Українського фронту. У її складі 6-а гвардійська винищувальна дивізія під командуванням гвардії полковника Й. І. Гейбо брала участь у Дебреценській, Будапештській, Віденській та Празькій операціях. До квітня 1945 гвардії полковник Й. І. Гейбо здійснив 177 бойових вильотів і збив особисто 5 літаків противника. 28 квітня 1945 року за зразкове виконання завдань командування та виявлені при цьому мужність, відвагу та геройство полковнику Йосипу Івановичу Гейбо було присвоєно звання Героя Радянського Союзу. Війна для Йосипа Івановича закінчилася 11 травня 1945 року неподалік від Праги.

## Післявоєнна служба
Після війни він продовжив службу у Військово-повітряних силах СРСР. Ще майже 2 роки, до лютого 1947 року, він командував 6-ю гвардійською винищувальною авіаційною дивізією, яка влітку 1945 року увійшла до складу 16-ї повітряної армії Групи радянських окупаційних військ у Німеччині. Потім він був направлений на навчання і в 1949 закінчив Вищу військову академію імені К. Є. Ворошилова. З березня 1949 року служив начальником Армавірського військового авіаційного училища льотчиків. З червня 1955 — помічник командувача ВПС Північно-Кавказького військового округу. З липня 1957 по грудень 1958 проходив службу в 10-му управлінні Генерального штабу Збройних Сил СРСР. З грудня 1958 року служив начальником штабу — першим заступником командувача ВПС Приволзького військового округу. З липня 1967 був відряджений до Генерального штабу, з жовтня 1967 перебував у розпорядженні Головнокомандувача ВПС. З березня 1968 року генерал-майор Й. І. Гейбо у запасі.
Обирався депутатом Верховної Ради Молдавської РСР .
Жив у місті Куйбишев (з 1991 року місто Самара). Був керівником патріотичної військово-спортивної гри «Зарниця». Написав книгу спогадів про перший день Великої Вітчизняної війни «Ішла двадцята хвилина війни».
Помер Йосип Іванович 16 квітня 1992 року. Похований у Самарі.

## Нагороди
- Медаль «Золота Зірка» Героя Радянського Союзу (28.04.1945).
- 2 ордени Леніна (27.04.1940; 28.04.1945).
- 3 ордени Червоного Прапора (22.02.1940; 02.08.1941; 5.11.1954).
- Орден Кутузова 2-го ступеня (11.05.1944).
- Орден Великої Вітчизняної війни 1-го ступеня (11.03.1985).
- Орден Червоної Зірки (20.06.1949).
- Медаль «За бойові заслуги» (3.11.1944).
- Медаль «За оборону Ленінграда» .
- Медаль «За взяття Будапешта» .
- Медаль «За взяття Відня»
- Медаль «За визволення Праги»[4]
- Низка інших медалей СРСР.

Ордени та медалі іноземних держав
- Орден Тудора Владимиреску 2-го ступеня (Румунія).
- Орден Заслуг 5-го класу (Угорщина).
- Медаль «Китайсько-радянська дружба» (КНР).

## Пам'ять
- Почесний громадянин міста Братислава (Словаччина).
- Ім'я Героя Радянського Союзу Й. І. Гейбо увічнено на алеї героїв армавірців у місті Армавір Краснодарського краю.
- Меморіальну дошку на честь Героя Радянського Союзу Й. І. Гейбо встановлено в місті Самара за адресою вул. Спортивна, 25В.

## Документи
- Общедоступный электронный банк документов «Подвиг Народа в Великой Отечественной войне 1941—1945 гг.». Архів оригіналу за 13 березня 2012.
- 46561834 Указ Президиума Верховного Совета СССР о присвоении звания Герой Советского Союза. Архів оригіналу за 16 травня 2013.,
- 46442890 Указ Президиума Верховного Совета СССР о присвоении звания Герой Советского Союза). Архів оригіналу за 16 травня 2013.,
- 2006996 Указ Президиума Верховного Совета СССР о награждении орденом Красного Знамани. Архів оригіналу за 16 травня 2013.,
- 19781032 Орден Кутузова 2-й степени. Архів оригіналу за 16 травня 2013.,
- 19001869 Указ Президиума Верховного Совета СССР о награждении орденом Кутузова 2-й степени. Архів оригіналу за 16 травня 2013.,
- Орден Отечественной войны 1-й степени. Архів оригіналу за 16 травня 2013.